# Garnizon Szczecin

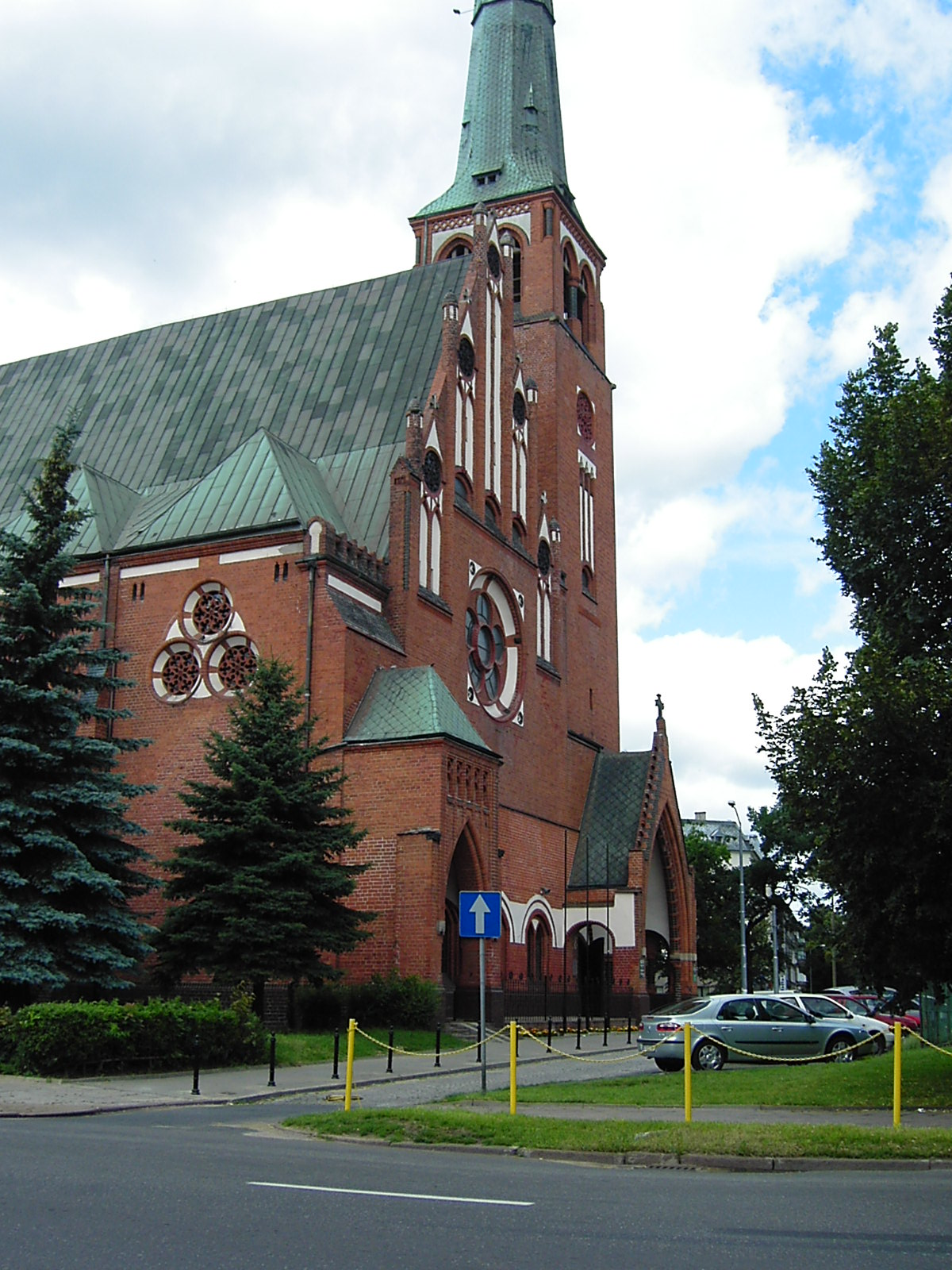
Kościół garnizonowy w Szczecinie

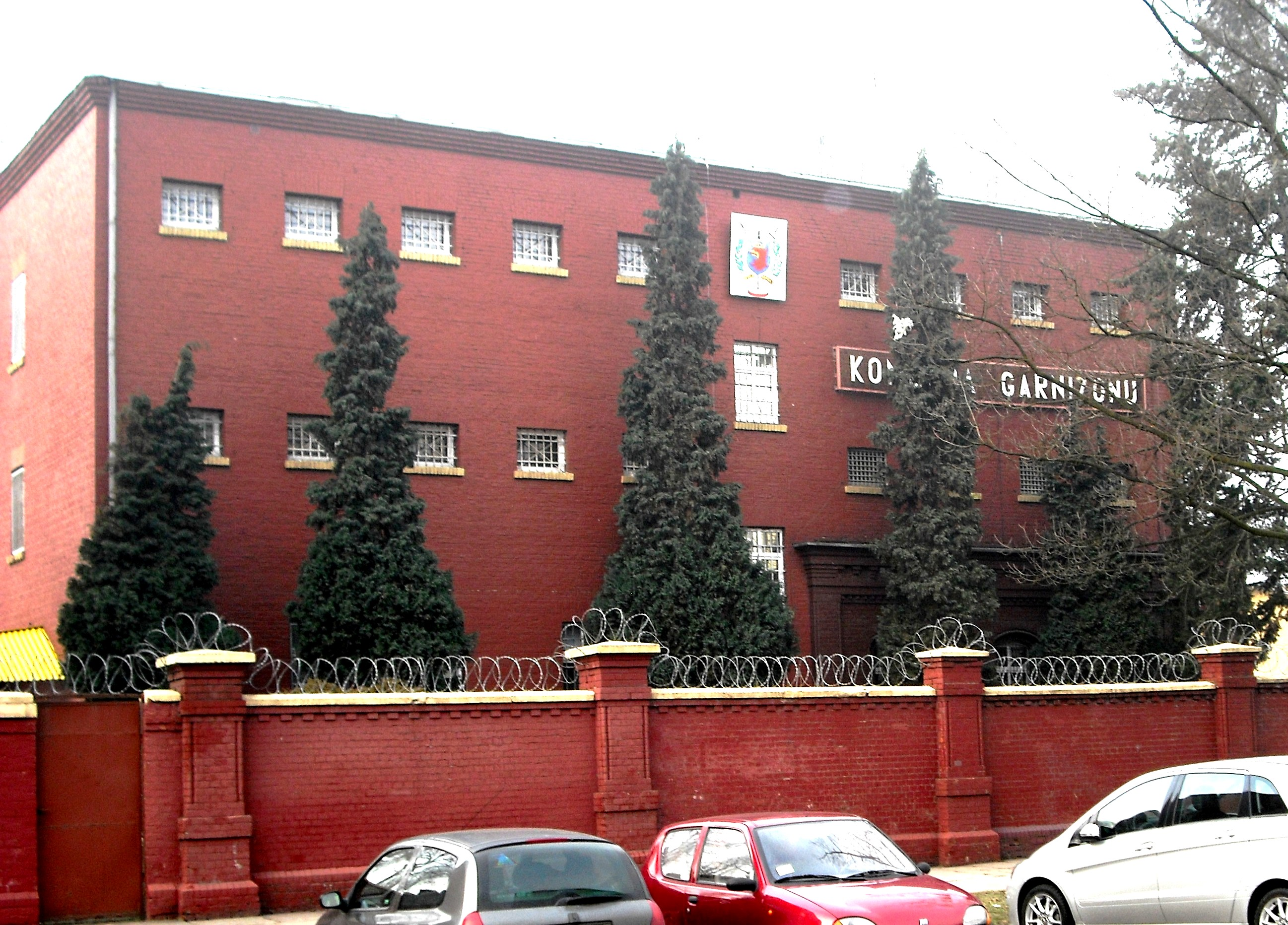
D. komenda garnizonu, obecnie 15 Wojskowy Oddział Gospodarczy

Garnizon Szczecin – garnizon w Polsce obejmujący swoim zasięgiem miasto Szczecin i gminy ościenne.
Rozporządzeniem Ministra Obrony Narodowej z 10 sierpnia 2022 w sprawie utworzenia, przekształcenia i zniesienia garnizonów oraz określenia zadań, siedzib i terytorialnego zasięgu właściwości ich dowódców, określono  terytorialny zasięg Garnizonu Szczecin. Obejmuje on (2022) miasto Szczecin i powiaty: gryfiński oraz policki.

## Garnizon Wojska Polskiego
Początków śladów polskiego garnizonu należy doszukiwać się wraz z wejściem do Szczecina pododdziałów 16 Brygady Pancernej. Nastąpiło to 14 lipca 1945.
Garnizon dysponował szeregiem obiektów koszarowych o dobrym poziomie technicznym. Do większych należy zaliczyć: kompleks koszarowy przy ul. Wojska Polskiego, kompleks przy ul. Żołnierskiej – przechodzący w ul. Mickiewicza i graniczący z ul. Łukasińskiego.
Początkowo nieuregulowany status prawny miasta po II wojnie światowej zmuszał władze wojskowe do dyslokowania oddziałów WP w garnizonach ościennych (12 DP).

### Regularne oddziały i związki taktyczne WP

#### Oddziały podległe 12 Dywizji Piechoty (1945-1958)
od jesieni 1945
- Sztab 12 DP – ul. Zaleskiego

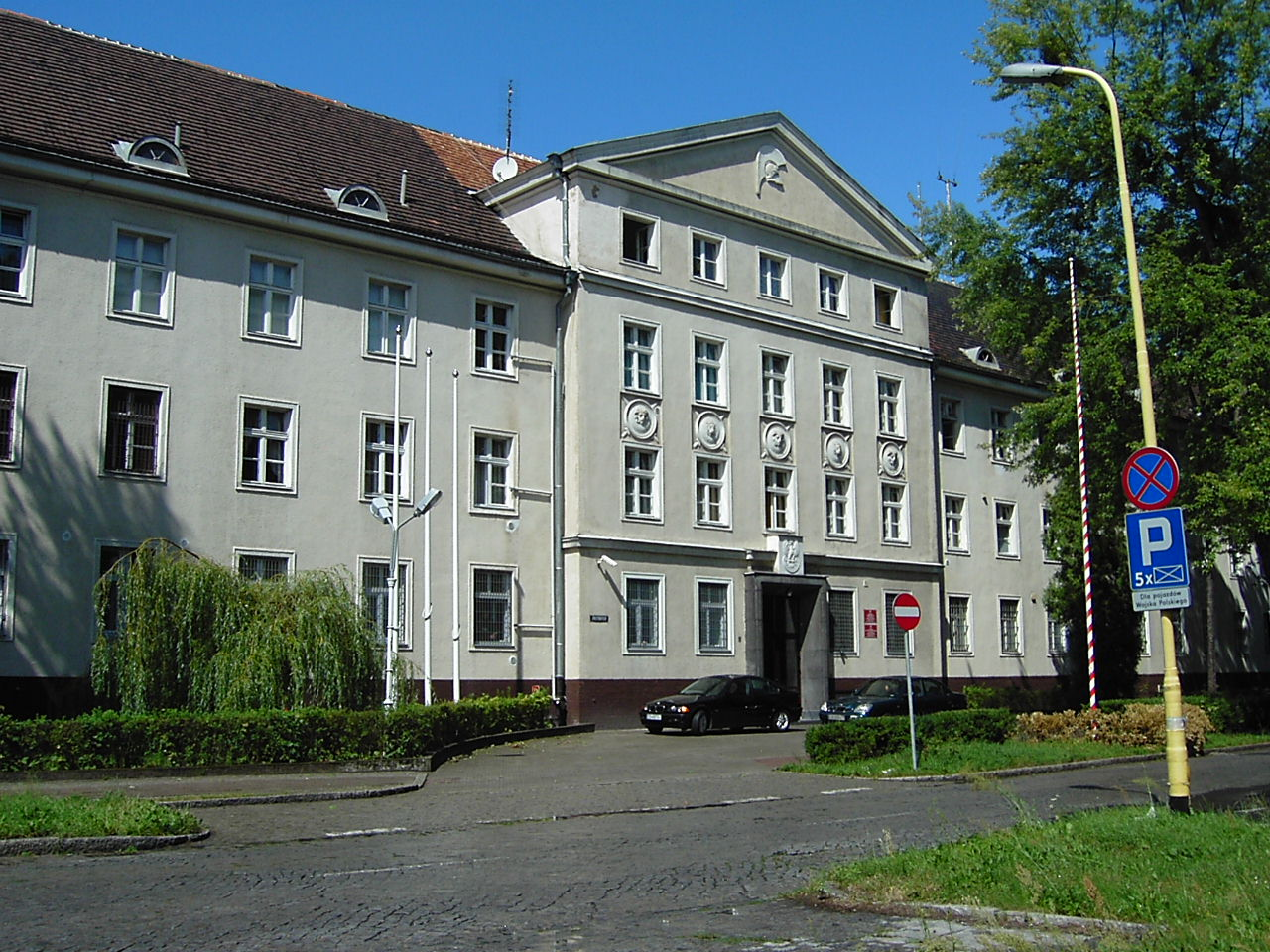
W tym budynku w Szczecinie stacjonował sztab dywizji

- 41 pułk piechoty – ul. Łukasińskiego (od jesieni 1945); formowanie sztabu 41 pz rozpoczęto w Poznaniu
- 34 pułk artylerii lekkiej – początkowo w budynku szpitalnym ul. Unii Lubelskiej, a później ul. Wojska Polskiego – przy Głębokim.
- 15 dywizjon artylerii przeciwpancernej – róg Konopnickiej i Witkiewicza

od 1949
- 5 Kołobrzeski Pułk Piechoty – 1 brama kompleksu ul. Wojska Polskiego.
- 2 pułk artylerii lekkiej – koszary ul. Mickiewicza (wcześniej w Garnizonie Radom w składzie 2 Warszawskiej Dywizji Piechoty im. Henryka Dąbrowskiego)
- 2 dywizjon artylerii przeciwpancernej (wcześniej w Garnizonie Radom w składzie 2 Warszawskiej Dywizji Piechoty im. Henryka Dąbrowskiego)

od 1951
- 70 pułk piechoty (rozformowany w 1957 r.)
- 138 pułk artylerii lekkiej (rozformowano w 1957 r.)

od 1954
- 16 pułk czołgów i artylerii pancernej (przemianowany i włączony w skład dywizji 16 Samodzielny Pułk Czołgów Średnich)
- 124 pułk artylerii przeciwlotniczej (powstały na bazie 22 dywizjonu artylerii przeciwlotniczej)

od 1955
- 16 batalion rozpoznawczy (utworzony na bazie 16 kompanii zwiadu)
- 46 batalion transportowy (utworzony na bazie 70 kompanii samochodowej)

od 1958
- 22 dywizjon artylerii (faktycznie 22 dywizjon rakiet taktycznych) – sformowany na bazie 2dappanc
- 21 dywizjon artylerii rakietowej

#### Oddziały podległe 12 Dywizji Zmechanizowanej (od 1958 do 1995)

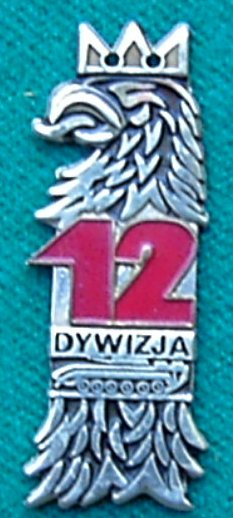
Odznaka 12 DZ

- 5 pułk zmechanizowany (1958–1995) przeformowany na 12 Brygadę Zmechanizowaną
- 41 pułk zmechanizowany – w 1995 przeformowany na 29 Brygadę Zmechanizowaną
- 25 Drezdeński pułk czołgów (przemianowany w 1972 z 16 pcz) – kompleks przy ul. Ku Słońcu – zlikwidowany 31 grudnia 1990
- 2 pułk artylerii – kompleks przy ul. Mickiewicza – przeformowany w 1995 r. na 2 pam
- 124 pułk Artylerii przeciwlotniczej – 2 brama kompleks przy ul. Wojska Polskiego – przeformowany na 3 pplot
- 99 dywizjon artylerii przeciwpancernej – od 1972
- 22 dywizjon rakiet taktycznych – w kompleksie przy ul. Mickiewicza
- 12 batalion rozpoznawczy (od 1989)
- 16 batalion rozpoznawczy
- 14 batalion zaopatrzenia – kompleks przy ul. Narutowicza – przeformowany w 1995 r. na 12 bzaop i przeniesiony nad Miedwie
- 12 batalion remontowy – kompleks przy ul. Mickiewicza – przeformowany w 1995 r. w RWT
- 33 batalion łączności –  kompleks przy ul. Wojska Polskiego – przeformowany w 1995 r. na 12 bdow
- 21 dywizjon artylerii rakietowej – kompleks przy ul. Ku Słońcu

po 1995
- 12 Brygada Zmechanizowana
- 29 Brygada Zmechanizowana
- 2 pułk artylerii mieszanej – lata 90. XX w
- 3 pułk przeciwlotniczy
- 12 batalion dowodzenia – kompleks przy ul. Ku Słońcu

#### Oddziały podporządkowania okręgowego
- 16 Dnowsko-Łużycka Brygada Pancerna
- 16 samodzielny pułk czołgów
- 5 pułk saperów – (przybył jesienią 1946) koszary przy ul. Mickiewicza, później przy ul. Metalowej
- 5 Brygada Saperów – utworzona na bazie 5 pułku saperów
- 55 pułk artylerii przeciwlotniczej – (przybył jesienią 1974 z Rogowa) koszary przy ul. Metalowej
- 56 kompania specjalna – (przybyła w listopadzie 1980) koszary przy ul. Potulickiej, od 1991 r. przy al. Ku Słońcu
- Ruchome Warsztaty Techniczne – (od 1995) koszary przy ul. Mickiewicza
- Garnizonowy Ośrodek Mobilizacyjny ul. Narutowicza (róg Potulickiej) do 2011

### Oddziały OT
- 12 pułk pontonowo-mostowy Obrony Terytorialnej
- Szczeciński pułk Obrony Terytorialnej
- 55 szkolny batalion ratownictwa terenowego[2]

### Administracja wojskowa

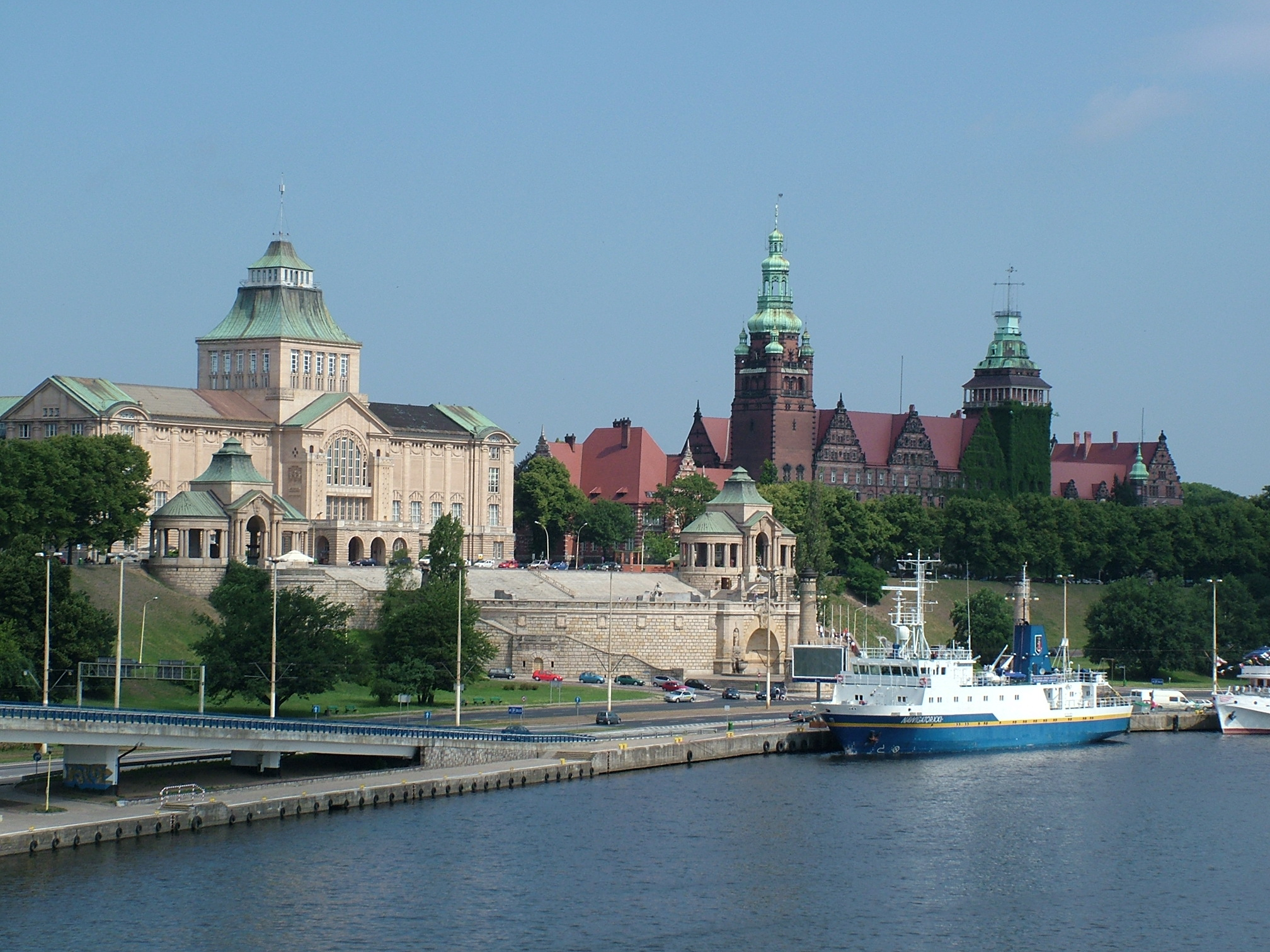
Wały Chrobrego. Po prawej budynek Urzędu Wojewódzkiego z Wojewódzkim Sztabem Wojskowym

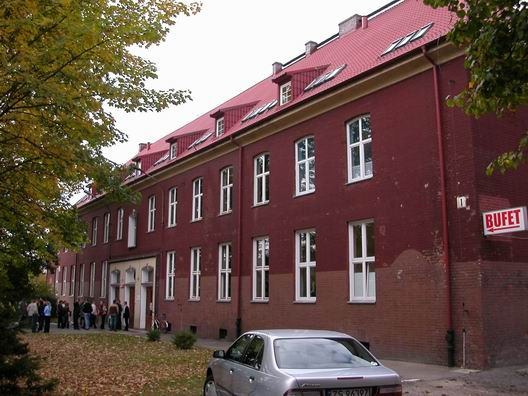
Dawne koszary KBW w Szczecinie.
Obecnie budynek Wydziału Prawa i Administracji US

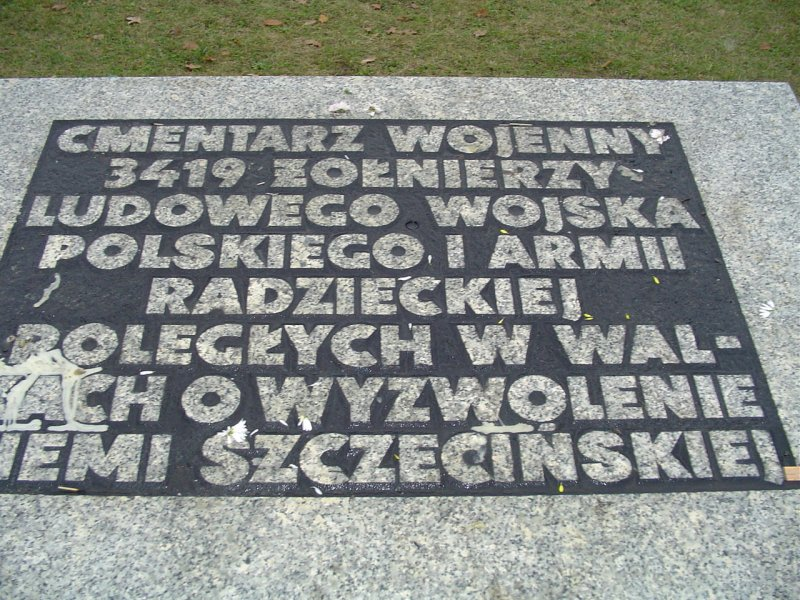
Tablica pamiątkowa cmentarza wojennego 3419 żołnierzy

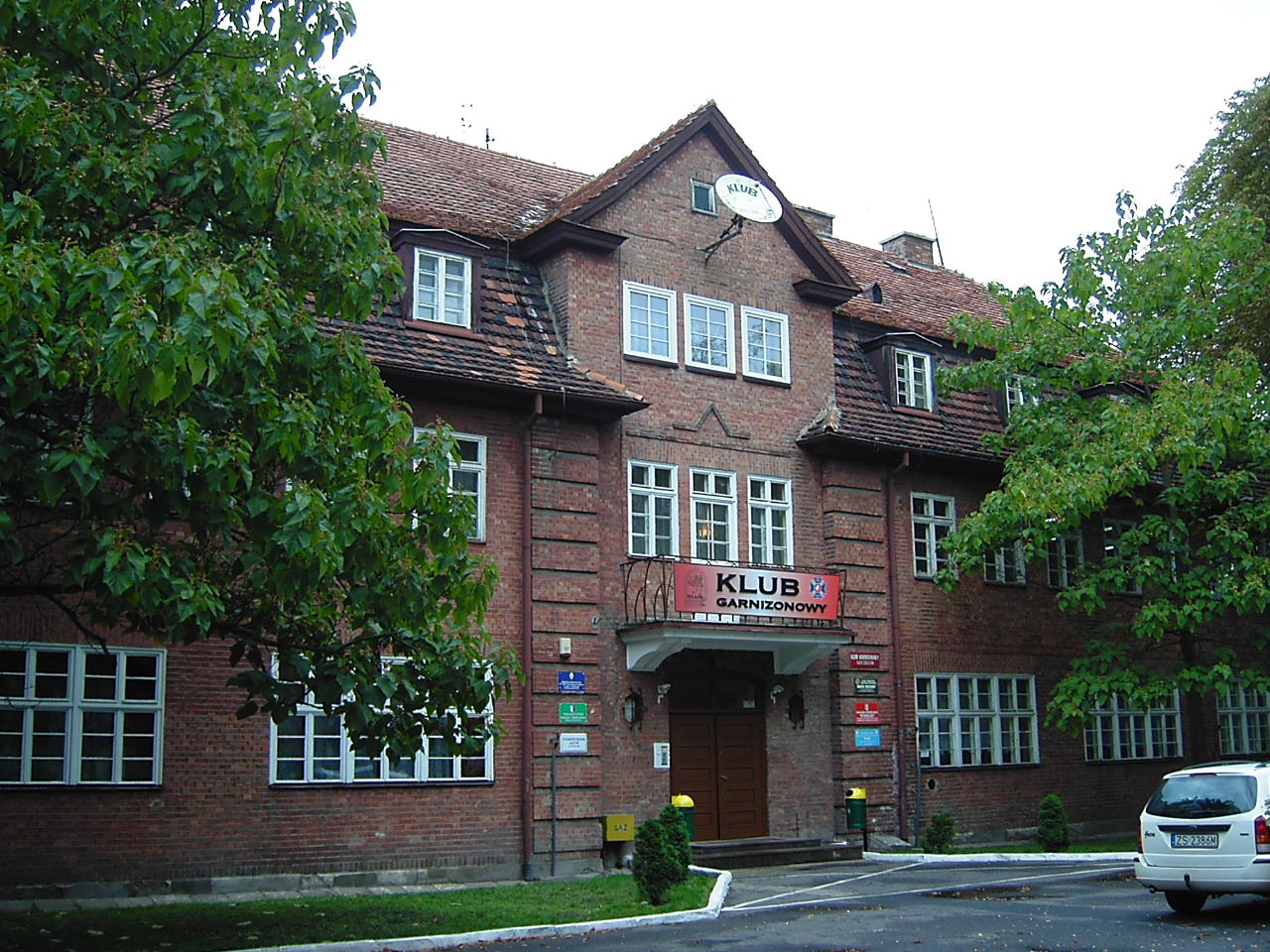
Klub garnizonowy w Szczecinie

- Regionalny  Sztab Wojskowy – (1993-1997) ul. Kopernika
- Wojewódzki Sztab Wojskowy w Szczecinie – Wały Chrobrego (budynek Urzędu Wojewódzkiego)- do lipca 1991 r., następnie przy ul. Kopernika, od 1 stycznia 1999 r. do 2022 ul. Potulicka 1a
- Wojskowa Komenda Uzupełnień w Szczecinie (do 2022) – ul. Kopernika 17 a
- Wojskowa Komenda Uzupełnień w Szczecinie-Podjuchach (2005-2022) - ul. Metalowa 42
- Wojskowe Centrum Rekrutacji w Szczecinie ul Kopernika 17a (od 2022)
- Centralne Wojskowe Centrum Rekrutacji Oddział Zachodniopomorski w Szczecinie ul Potulicka 3 (od 2022)

### Instytucje garnizonowe
- Komenda Garnizonu – ul. Zaleskiego, potem ul. Sienkiewicza, a następnie ul. Potulicka/Narutowicza do 1998
- Garnizonowy Węzeł Łączności – od maja 1964 r. do  końca 2006 r.(w miejsce rozformowanego Stacjonarnego Węzła Łączności przy 33 batalionie łączności)

### Oddziały Korpusu Bezpieczeństwa Wewnętrznego
- 13 specjalny pułk bezpieczeństwa
- 12 pułk KBW Ziemi Szczecińskiej (1948–1961)
- 12 pułk WOW (1961–1968)
- 12 Batalion Pontonowo-Mostowy KBW (1961 -1968)
- 16 batalion pontonowo – mostowy WOW ul.Narutowicza.(Jw.1471)przekształcona w JW1439, wchodząca w skład pułku przy al. Piastów.

### Oddziały Wojsk Ochrony Pogranicza
- 3 Oddział Ochrony Pogranicza

Na mocy decyzji Naczelnego Dowództwa WP z 13 września 1945 rozpoczęto formowanie wyspecjalizowanych jednostek ochrony pogranicza. Sformowany w Stargardzie 3 Oddział WOP obejmował odcinek granicy od Kostrzyna do Dziwnowa.
Pierwsza siedziba dowództwa – Szczecin, Piotra Skargi 35.
Sztab wkrótce po sformowaniu przeniesiono do Szczecina na ul. Żołnierską.
- od 1948 8 Brygada Ochrony Pogranicza[3]
- od 1950 – 12 Brygada Wojsk Ochrony Pogranicza
- od 1956 – Pomorska Brygada Wojsk Ochrony Pogranicza
- od 1991 – Pomorski Oddział Straży Granicznej

Jednostki podległe brygadzie:
- JW 1575  – samodzielny batalion Ochrony Pogranicza nr 42 (1948-1950)
- JW 1655 – 123 batalion WOP (1950-1957)
- JW 2449 – Wydział Informacji 12 Brygady WOP (1950-1957)
- JW 3058 – dywizjon Okrętów Pogranicza 12 Brygady WOP
- JW 3064 – batalion portowy WOP
- JW 3161 – Rzeczny Dywizjon Okrętów Pogranicza WOP (sformowany w 1951)
- JW 4218 – Wydział Informacji nr 21 WOP (8 BOP) (1948-1950)

### Inne instytucje wojskowe

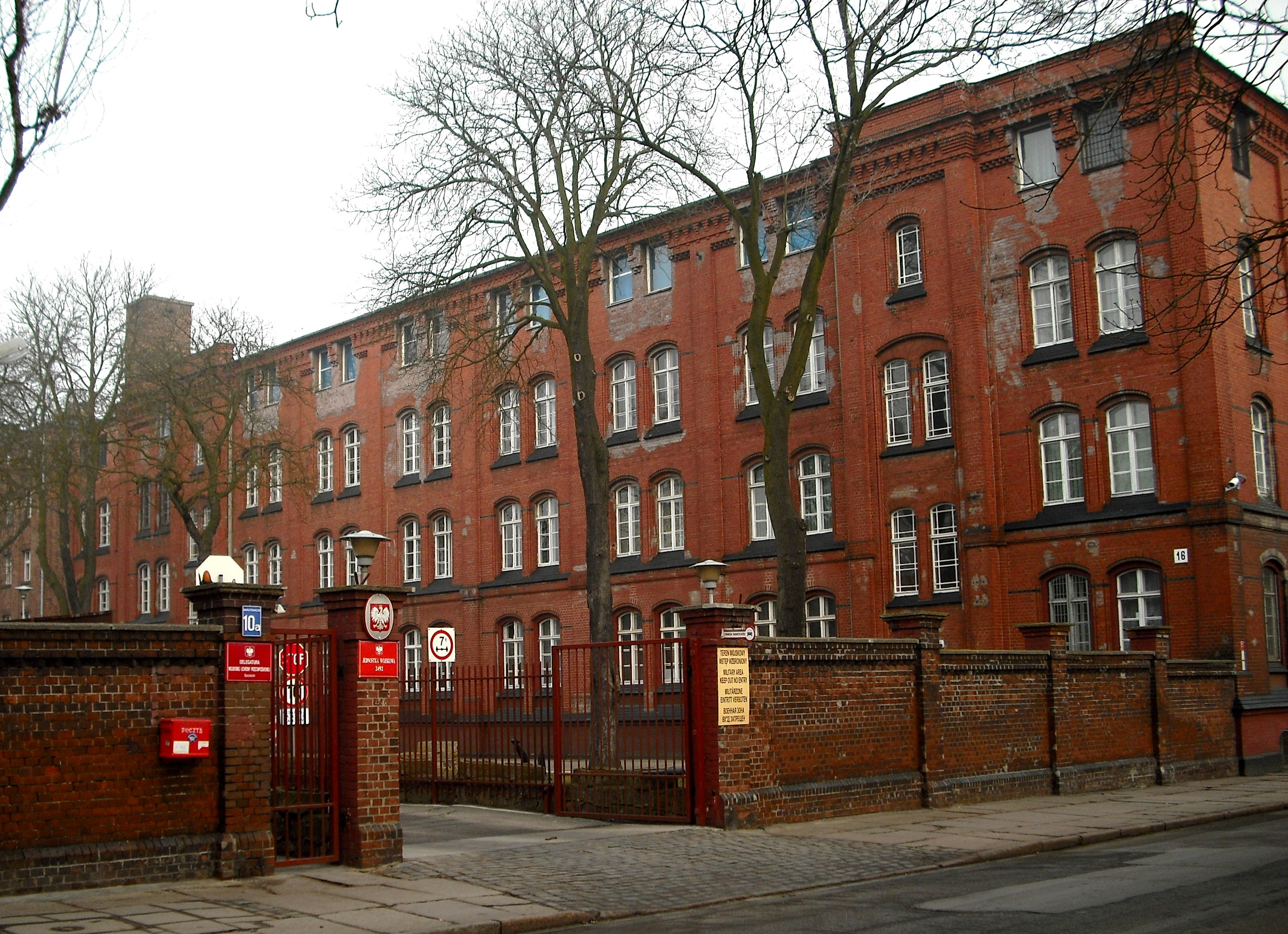
W tych koszarach stacjonuje 15 WOG

- 109 Szpital Wojskowy z Przychodnią – ul. Piotra Skargi
- Oddział Agencji Mienia Wojskowego
- Oddział Wojskowej Agencji Mieszkaniowej – przy Księcia Sambora
- Oddział Żandarmerii Wojskowej – ul. Piotra Skargi, przy Jasnych Błoniach
- Wielonarodowy Korpus Północ-Wschód – ul. Łukasińskiego
- Wojskowa Prokuratura Garnizonowa – ul. Piotra Skargi, przy Jasnych Błoniach
- Wojskowy Rejonowy Zarząd Kwaterunkowo-Budowlany (WZRKB), początkowo przy ulicy Piotra Skargi, potem Narutowicza do 2007
- Rejonowy Zarząd Infrastruktury (przekształcony z WZRKB) od 2007 - przy ulicy Narutowicza oraz przy ul Ostrawickiej
  - Regionalny Węzeł Łączności of 1 stycznia 2007 r.
- Wojskowy Sąd Garnizonowy – ul. Piotra Skargi, przy Jasnych Błoniach
- 15 Wojskowy Oddział Gospodarczy ul. Potulicka/Narutowicza od 2011
- Orkiestra Wojskowa w Szczecinie – przy ul. Wojska Polskiego

## Armia Radziecka w garnizonie
- szpital wojskowy – ul. Mickiewicza (róg Wawrzyniaka) – obecnie obiekty Wyższej Szkoły Integracji Europejskiej
- 101 batalion inżynieryjno-saperski[4] – ul. Żołnierska (aktualnie wydziały szczecińskich uczelni)
- batalion pontonowy
- batalion techniczno-lotniskowy
- batalion łączności – ul Żołnierska

Wyróżniające nazwy "Szczecińskich" otrzymały następujące sowieckie jednostki artyleryjskie:
- 26 Dywizja Artylerii płk. Fiodora A. Leonowa
- 4 pułk artylerii Armat płk. Michaiła p. Pietrowa
- 78 pułk artylerii haubic Gwardii ppłk Iwana Z. Goreckiego
- 95 pułk artylerii Gwardii ppłk. Alaksandra G. Nosala
- 144 pułk artylerii przeciwpancernej ppłk. piotra A. Aniszkina
- 288 pułk artylerii przeciwpancernej ppłk. Stiepana Z. Rakowicza
- 429 pułk artylerii haubic mjr. Aleksandra M. Frienkiela
- 458 pułk artylerii lekkiej ppłk. Nikołaja J. Burenina
- 535 pułk artylerii przeciwpancernej ppłk. Borysa W. Popowa
- 596 pułk artylerii lekkiej mjr. Anatolija S. Kuprianca
- 643 pułk artylerii lekkiej mjr. Michaiła A. Tygołukowa
- 665 pułk artylerii przeciwpancernej ppłk. Emiliana K. Juchimiuka
- 894 pułk artylerii haubic ppłk. Iwana S. Bananowa
- 973 pułk artylerii haubic ppłk. Aleksieja N. Poćmianina
- 1313 pułk artylerii przeciwpancernej mjr. Fieodosija A. Gawrikowa
- 1318 pułk artylerii przeciwpancernej ppłk. Nikołaja N. Kuzienko
- 43 samodzielny dywizjon artylerii przeciwpancernej Gwardii Aleksieja S. Kałmykowa
- 50 samodzielny dywizjon artylerii przeciwpancernej mjr. Maksyma A. Fiesienko
- 109 samodzielny dywizjon artylerii przeciwpancernej mjr. pawła Z. Kimonowa
- 274 samodzielny dywizjon artylerii przeciwpancernej mjr. Wiktora G. Iliuszczenki
- 291 samodzielny dywizjon artylerii przeciwpancernej  mjr. Piotra A. Antonca
- 410 pułk moździerzy ppłk. Nikołaja D. Pleszkowa
- 485 pułk moździerzy mjr. Fiodora A. Zinina
- 566 pułk moździerzy mjr. Aleksieja p. Żonina

## Garnizon Szczecin (Garnison Stettin) XIX w. do 1945

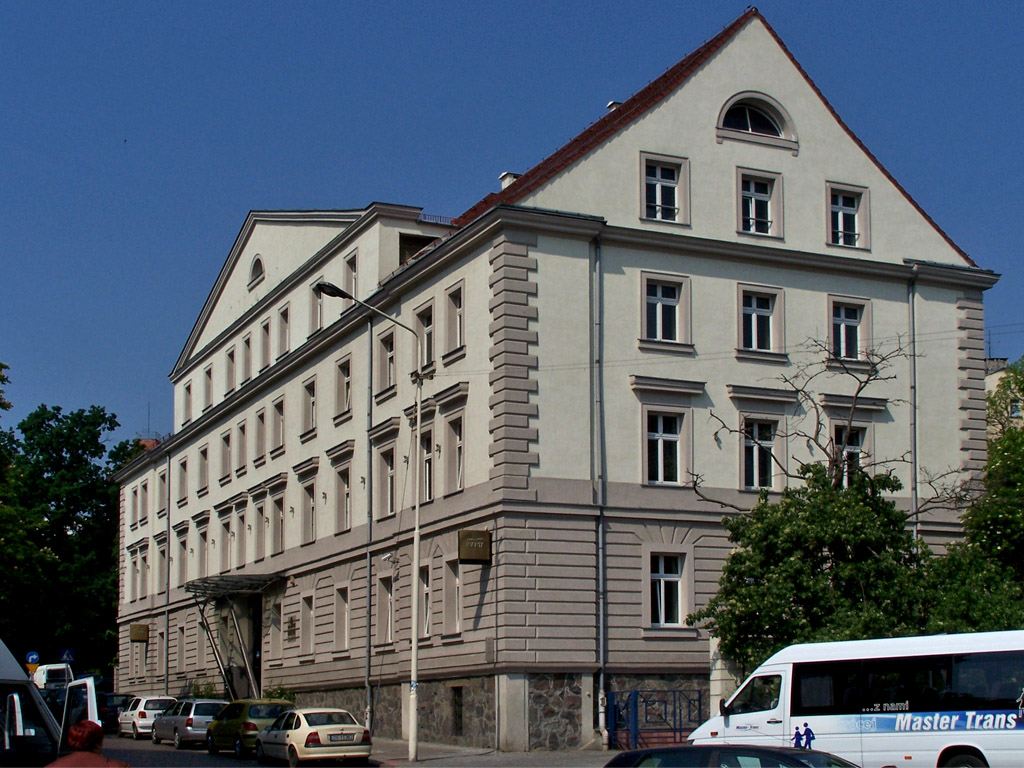
Koszary Bramy Ślimaczej
w Szczecinie

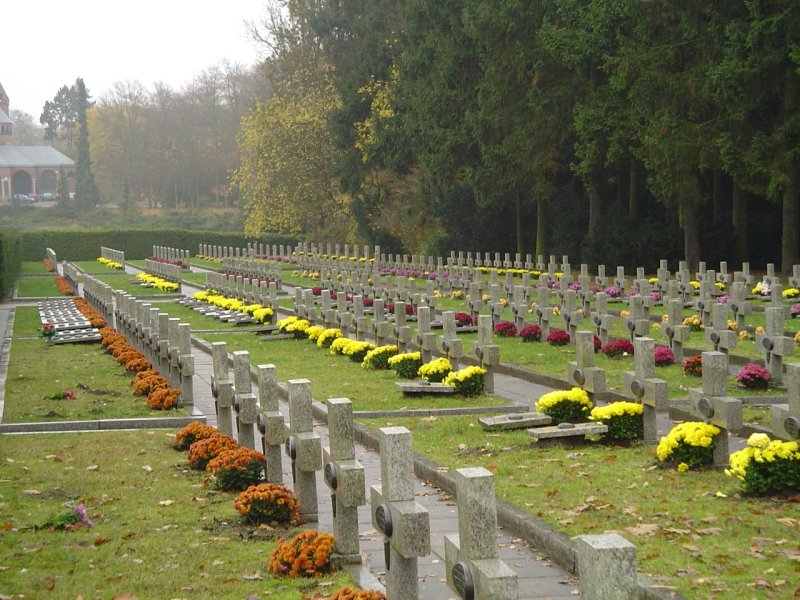
Kwatery cmentarza wojennego w Szczecinie

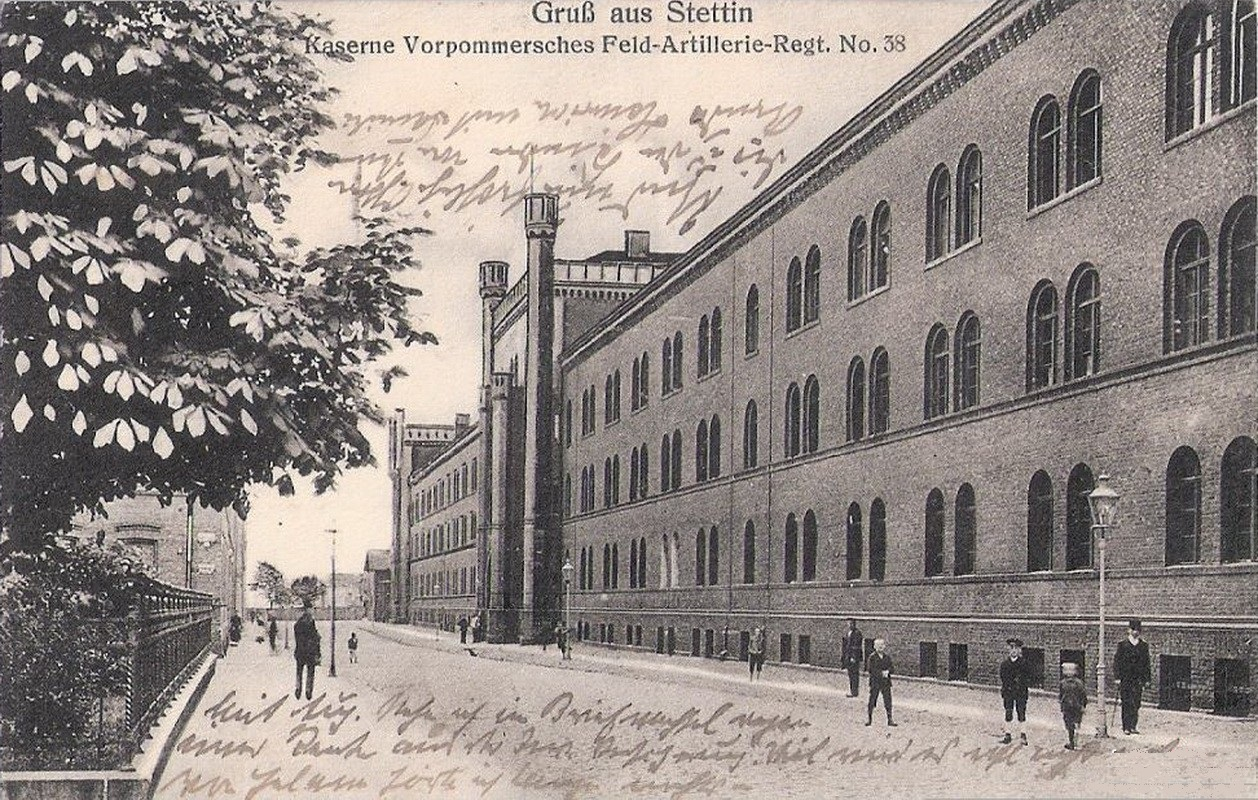
Koszary artyleryjskie

### Garnizon okresu okupacji francuskiej
W latach 1806–1813, w dobie wojen napoleońskich, Szczecin znajdował się pod okupacją francuską. W końcu 1806 r. z Magdeburga do Szczecina przybyła licząca ok. 5000 żołnierzy 1 Legia Północna pod dowództwem gen. Józefa Zajączka. Pod koniec lutego 1807 Legia dołączyła do dywizji gen. Dąbrowskiego biorąc udział w walkach na Pomorzu.

### Garnizon Królestwa Prus i Cesarstwa Niemieckiego
- II Korpus Armijny, Szczecin; poniżej tylko te jednostki II Korpusu, które stacjonowały w Szczecinie[6]
  - 3 Dywizja – (3. Division (Deutsches Kaiserreich)), Szczecin
    - 5 Brygada Piechoty – (5. Infanterie-Brigade), Szczecin
      - 2 Pułk Grenadierów im. Króla Fryderyka Wilhelma IV (1 Pomorski) – (Königlich-Preußisches Grenadier-Regiment König Friedrich Wilhelm IV. (1. Pommersches) Nr. 2), sformowany 20 lutego 1679, Szczecin

    - 6 Brygada Piechoty – (6. Infanterie-Brigade), Szczecin
      - 34 Pułk Fizylierów im. Królowej Szwecji Wiktorii (1 Pomorski) – (Füsilier-Regiment Königin Viktoria von Schweden (1. Pommersches) Nr. 34), sformowany 12 października 1720, Szczecin

    - 3 Brygada Artylerii Polowej – (3. Feldartillerie-Brigade), Szczecin
      - 38 Pułk Artylerii Polowej (Pomorza Przedniego) – (Königlich-Preußisches Vorpommersches Feldartillerie Regiment Nr. 38) sformowany 25 marca 1899

  - 2 Pomorski batalion saperów – (Pommersches Pionier-Bataillon Nr. 2), Szczecin
  - 2 Pomorski batalion taborowy – (Pommersches Train-Bataillon Nr. 2) (Altdamm, Dąbie), sformowany 21 kwietnia 1853, w 1914 przemianowany na Abteilung, wchodził w skład II Korpusu Armii Niemieckiej

### III Rzesza

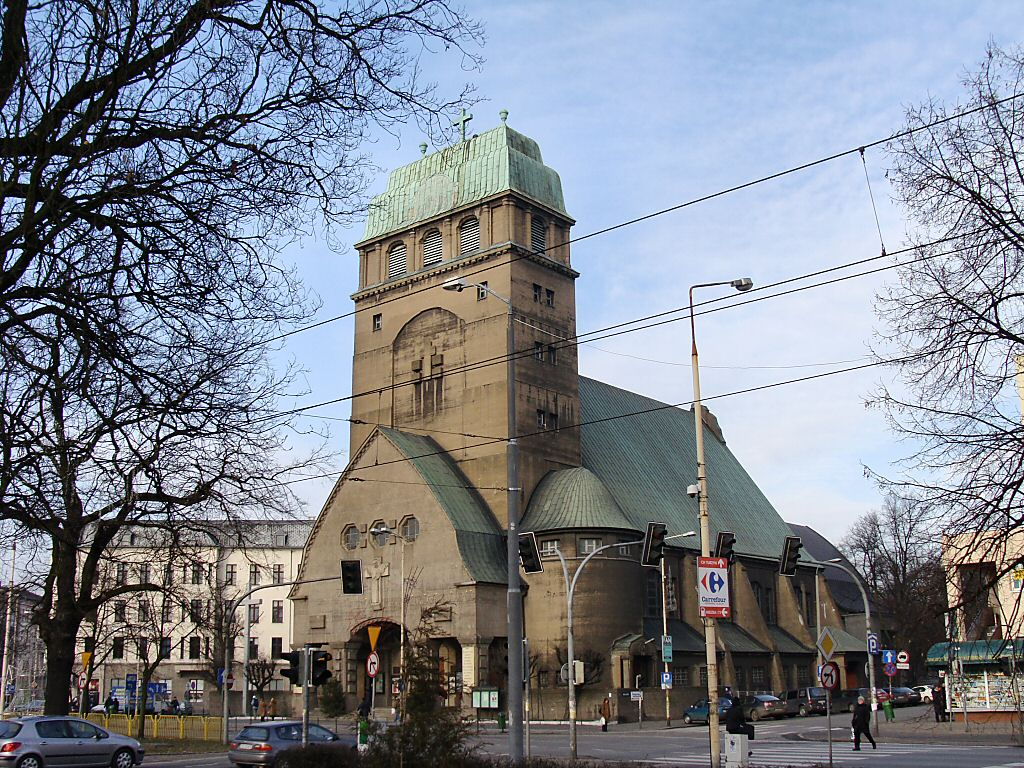
Kościół garnizonowy w Szczecinie przed 1945

- 12 Dywizja Pancerna – (12. Panzerdivision) (1940), sformowana 5 października 1940
  - 29 pułk pancerny (Panzer Regiment 29)
  - 12 Brygada Strzelców (Schützen Brigade 12)
    - 5 pułk strzelców (Schützen Regiment 5)
    - 25 pułk strzelców (Schützen Regiment 25)
    - 22 batalion motocyklowy (Kradschützen Bataillon 22)

  - 2 pułk artylerii (Artillerie Regiment 2)
  - 2 batalion rozpoznawczy (Aufklärungs Abteilung 2)
  - 2 dywizjon przeciwpancerny (Panzerjäger Abteilung 2)
  - 32 batalion pionierów (Pionier Bataillon 32)
  - 2 batalion łączności (Nachrichten Abteilung 2)

- Dywizja Forteczna Stettin – (Festungs-Division Stettin) (marzec-kwiecień 1945)
  - 1 pułk forteczny Szczecin
  - 2 pułk forteczny Szczecin
  - 3 pułk forteczny Szczecin
  - 4 pułk forteczny Szczecin
  - 5 pułk forteczny Szczecin
  - 58 forteczny batalion karabinów maszynowych
  - batalion karabinów maszynowych Szczecin A
  - 3132 Pułk Artylerii fortecznej
  - VIII forteczny oddział artylerii przeciwpancernej
  - sztab 555 pułku pionierów budowlanych